# Ибрагимово (Оренбургская область)
Ибраги́мово — село в Кувандыкском районе Оренбургской области. Административный центр Ибрагимовского сельсовета.

## Географическое положение
Село Ибрагимово расположено в отрогах Южного Урала, на левобережном коренном склоне долины реки Сакмара, в 5 км северо-восточнее районного центра — города Кувандык.

## Климат
Климат территории континентальный, что обусловлено большой удалённостью от морей и океанов. Основные черты климата: зима холодная, продолжительная (134 дня), снежная (средняя максимальная мощность снежного покрова — 53 см), весна и осень короткие (58 и 65 дней соответственно), лето жаркое, сухое, сравнительно долгое (108 дней).
Весь год наблюдается неустойчивость и недостаточность атмосферных осадков, интенсивность процессов испарения. Среднемесячная температура января −15.5 °C, июля 20,5 °C, среднегодовая температура 3,4 °C. Абсолютный максимум 42 °C, абсолютный минимум −44 °C.
В связи с гористым рельефом часто наблюдаются поздние весенние и ранние осенние заморозки. Продолжительность безморозного периода — 128 дней, вегетационного — 175 дней (среднесуточная t 10 °C и выше).
Среднемноголетняя сумма осадков за год — 470 мм, большая часть выпадает в тёплое время года (апрель — октябрь). Снежный покров образуется во второй декаде ноября, залегает около 140 дней до первой декады апреля. Максимальной мощности достигает в марте — 53 см.
Подземные воды залегают на глубине 10-15 метров от поверхности и относятся к типу пластово-трещинных.
В одном километре от села протекает вторая по величине река Оренбургской области — Сакмара. По самому селу протекает ручей Кюмядай. К концу лета ручей обычно пересыхает.

## Почв и растительность
Почвы принадлежат к чернозёмам типичным среднегумусным (8-9 % гумуса)и выщелоченным, а также в пойме Сакмары аллювиальные.
Ибрагимово расположено в лесостепной зоне. Это самый южный участок лесостепи в Оренбургской области, она представляет собой разнотравно-злаковую степь с включениями леса. Преобладают дубравы, осинники и березняки, которые занимают пониженные части склонов и водоразделов. Кроме того, встречаются ольха, липа, клён, вязы. В долине реки Сакмары распространены пойменные луга с лесами и кустарниками. Здесь преобладают тополя, кустарниковые ивы, черёмуха, крушина ломкая.

## Население
| 2002 | 2010 |
| ---- | ---- |
| 1115 | ↘892 |

Население села по Переписи 2002 года составляло 1115 человек, в 2010—892 человека.
Национальный состав разнообразен: русские, башкиры, татары, украинцы.
Население занято, главным образом, в образовании, сельском хозяйстве и подсобных хозяйствах, многие работают в Кувандыке.

## История
Появление современного башкирского аула относят примерно к концу XVII века. Другое название села Кимэзей тамагы (от баш.  «устье Кимэзея»). Согласно Усмановой М. Г., в Ибрагимово проживают представители башкирского племени бурзян (известные родовые подразделения Татлыбай, Торсонбай, Узаманов).
До Октябрьской революции в селе была торговая лавка, мечеть.
После 1917 года в селе был создан сельский совет. Близость районного центра, обилие земли и сенокосов, наличие центральной усадьбы совхоза «Победа», образованного в 1961 году, обусловило быстрый рост села в XX веке.
В 1925 г. От с. Ибрагимово отделилась группа людей которые организовали в 2 км на северо-запад д. Рамазаново
К 1950-м годам здесь были клуб и начальная школа. В восьмидесятые годы построены здания детского сада, средней школы, дома культуры, мемориальный комплекс в честь Победы в Великой Отечественной войне. В 1994 году в село был проведен газопровод.
В 2015 г. — 378 хозяйств, 911 жителей, средняя школа, ДК, библиотека, ФАП, детсад, ветеринарный участок, отделение почтамта, 4 магазина; электричество от госсети, сетевой природный газ, проводная телефонная связь.